# Březejc
Březejc (en allemand : Bschesetz) est une commune du district de Žďár nad Sázavou, dans la région de Vysočina, en République tchèque. Sa population s'élevait à 149 habitants en 2020.

## Géographie
Březejc se trouve à 6 km à l'est-sud-est de Velké Meziříčí, à 27 km au sud-sud-est de Žďár nad Sázavou, à 38 km à l'est-sud-est de Jihlava à 145 km au sud-est de Prague.
La commune est limitée par Sviny au nord, par Ruda à l'est, par Jabloňov au sud et par Velké Meziříčí à l'ouest.

## Histoire
La première mention écrite de la localité date de 1371.

## Transports
Par la route, Březejc se trouve à 6,5 km de Velké Meziříčí, à 33,5 km de Žďár nad Sázavou, à 41 km de Jihlava et à 161 km de Prague.